# Operação Starlite

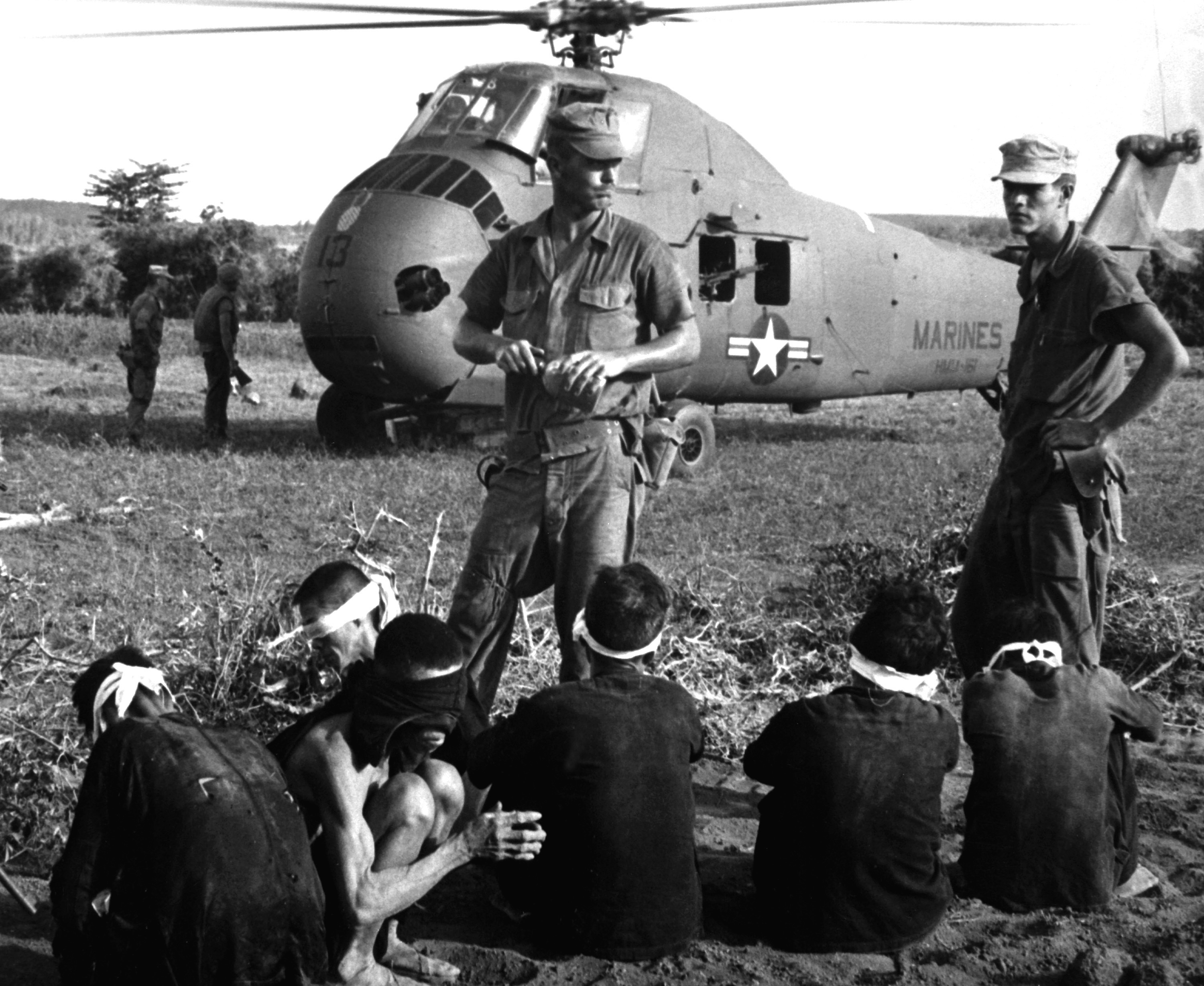
Prisioneiros vietcongues esperam em frente a um helicóptero US Marine Corps Sikorsky UH-34D Seahorse do esquadrão de transporte médio da Marinha HMM-161, durante a "Operação Starlight" ao sul de Chu Lai, Vietnã do Sul, em 1º de agosto de 1965

A Operação Starlite (também conhecida no Vietnã como Batalha de Van Tuong) foi a primeira grande ação ofensiva conduzida por uma unidade militar puramente norte-americana durante a Guerra do Vietnã de 18 a 24 de agosto de 1965. A operação foi lançada com base em informações fornecidas pelo major-general Nguyen Chanh Thi, comandante do I Corpo do Exército da República do Vietnã (ARVN). III Marine Amphibious Force (III MAF) comandante tenente-general Lewis W. Walt elaborou um plano para lançar um ataque preventivo contra o Viet Cong (VC) 1º Regimento para anular sua ameaça ao vital Chu Lai Air Base e Base Area e garantir que sua poderosa torre de comunicação permaneça intacta.
A operação foi conduzida como um ataque de armas combinadas envolvendo unidades terrestres, aéreas e navais. Os fuzileiros navais dos EUA foram implantados por inserção de helicóptero, enquanto um pouso anfíbio foi usado para implantar outros fuzileiros navais. O VC usou uma variedade de táticas para conter o ataque dos fuzileiros navais, lutando em posições preparadas e então se retirando quando os fuzileiros navais ganharam superioridade local e emboscaram uma coluna de suprimentos perdida. O VC foi incapaz de suportar o peso do ataque dos fuzileiros navais e o poder de fogo dos EUA, perdendo 614 mortos e nove capturados para perdas dos EUA de 42 mortos.